# محمد نعیم فراهی
محمد نعیم فراهی (زاده: ۱۳۳۸، ولایت فراه) سیاست‌مدار افغانستانی و نماینده مردم فراه در دوره پانزدهم مجلس نمایندگان افغانستان است.

## زندگی‌نامه
محمد نعیم فراهی متولد ۱۳۳۸ از ولایت فراه افغانستان است. وی دارای مدرک تحصیلی لیسانس از دانشگاه کابل است.

## دیگر فعالیت‌ها
- سکرتر عمومی وزارت امور داخله در دوره حکومت محمد داوود خان.[۱]
- ولسوال/فرماندار ولسوالی جبل‌سراج[۱]